# Fenyő Gusztáv
Fenyő Gusztáv (Montevideo, 1950. július 2. –) magyar származású zongoraművész. Tanulmányait a budapesti Liszt Ferenc Zeneakadémián fejezte be.

## Pályafutása
1950. július 2-án született Montevideóban (Uruguay). A híres magyar hegedűművész, Joachim József rokonaként először akkor tűnt fel, amikor tizenévesen megnyerte az Australian Broadcasing Commission évi versenyét Liszt Ferenc Esz-dúr zongoraversenyének előadásával. Artur Schnabel tanítványával, Maria Curcióval Londonban töltött időszakot követően a budapesti Liszt Ferenc Zeneakadémián folytatta tanulmányait Kadosa Pál és Tátrai Vilmos tanítványaként, ez idő alatt számos zeneszerző – Stockhausen, Boulez, Xenakis, Cage és Takemicu – műveinek, valamint több, számára írt műnek magyarországi premierjét valósította meg.
1978. évi londoni debütálási alkalmával a Wigmore Hallban Fenyő Gusztáv első ízben mutatta be Kurtág György Játékok című ciklusának néhány darabját. Több londoni helyszínen – Institute of Contemporary Art, St. John’s Smith Square, Cadogan Hall – tartotta Karel Goeyvaerts, Vidovszky László, Kevin Volans és Janet Beat műveinek bemutatóit. 

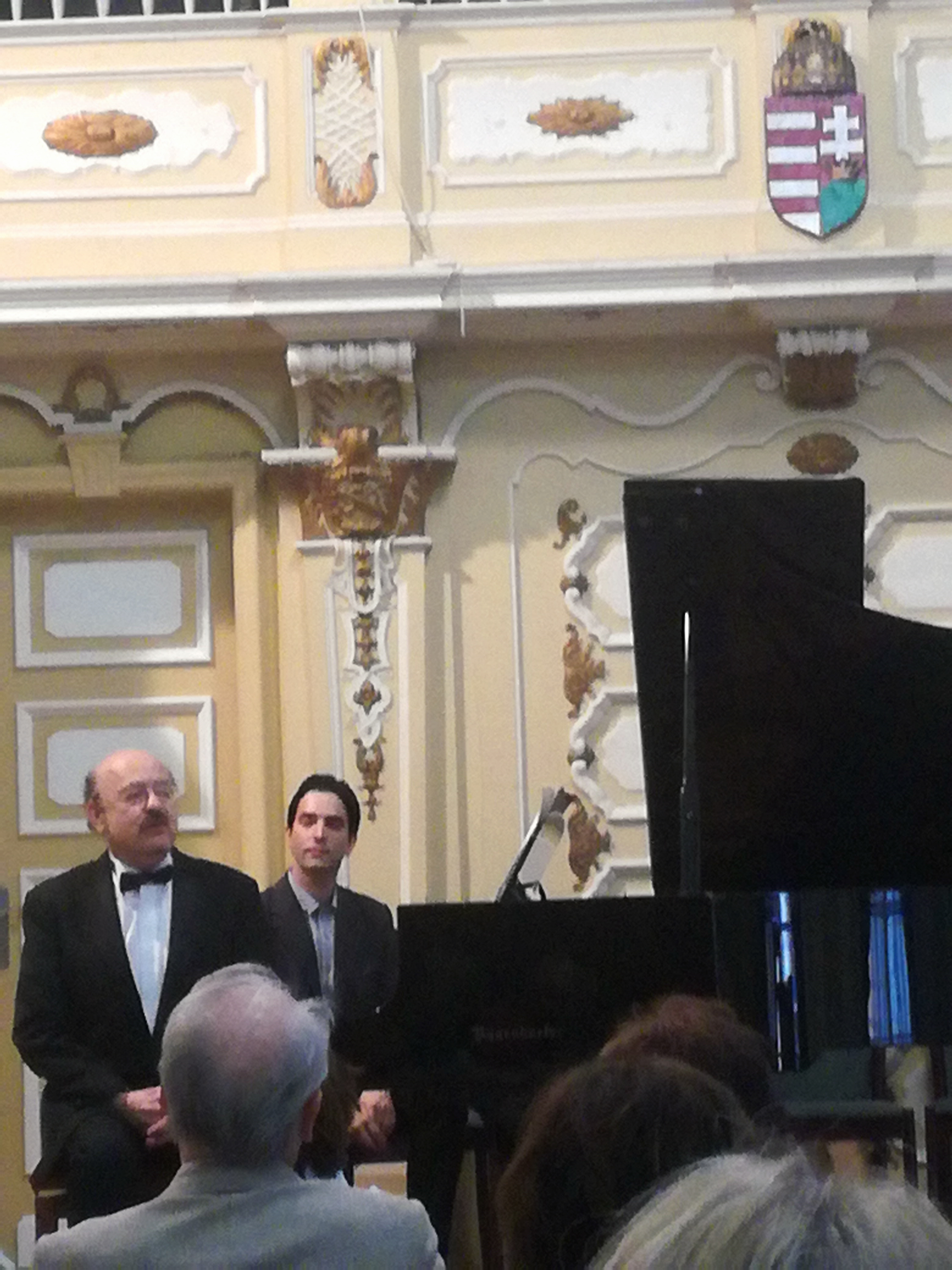
Fenyő Gusztáv zongoraművész a miskolci Zenepalotában

Glasgow-ban történt letelepedése óta Skócia legkiválóbb muzsikusai között tartják számon. Beethoven 32 szonátájának előadójaként ismerték meg Glasgowban és Edinburghban. 1999-ben Glasgowban Chopin halálának 150-ik évfordulóján a zeneszerző összes szóló zongoradarabját előadta azzal a helyszínnel szemben, ahol Chopin 1848-ban játszott. 2006-ban Glasgowban Sosztakovics 24 prelúdium és fúgáját játszotta a felújított városházán, a zeneszerző centenáriumi ünnepén. 2018 áprilisában és májusában Glasgow City Hallban öt előadás keretében ismét telt ház előtt játszotta el Bach 48, valamint Sosztakovics 24 prelúdium és fúgáját. 2019 áprilisában a Miskolci Bach-hét keretében adott nagy sikerű koncertet, melyen a Zenepalota Bartók-termében játszott válogatást a Sosztakovics-ciklusból.

## Repertoárja
Fenyő Gusztáv három földrészen játszotta Bachtól a kortársakig terjedő szóló, kamarazenei és versenymű repertoárját. Csaknem negyven zongoraversenyt játszott, Mozarttól és |Beethoventől Bartókig és Prokofjevig a Philharmonia (London), BBC Scottish, a Magyar Rádió és Televízió Zenekara, a Bucharest Philharmonic, Sydney és Melbourne Symphony Orchestra közreműködésével, Louis Frémaux, Ozava Szeidzsi, Ivaki Hirojuki és Siegfried Fürst dirigálásával.
Csaknem a teljes kamarazenei repertoárt játszotta: állandó partnere Susanne Stanzeleit hegedűművész, akivel lemezre vette az ASV lemezkiadónál Bartók összes hegedű-zongoradarabját, valamint a Kontrasztokat Michael Collinsszal. Kamarazenei partnerei között található Alexander Janiczek, Jack Liebeck, Line Ildikó, James Boyd, Roger Chase, Adrian Brendel, Raphael Wallfish, Andrew Fuller, Gervase de Peyer, Kocsis Zoltán, Szokolay Balázs, Geraldine McGreevy és Jane Irvin. Széles operai repertoárral rendelkezik, így az Australian Opera korrepetitora volt, ahol Joan Sutherlanddal és Kiri te Kanawával és másokkal dolgozott együtt. Rádiófelvételeket készített a BBC, az Australian Broadcasting Commision és a Magyar Rádió részére, felvételei felölelik Mozart, Beethoven, Chopin, Liszt, Bartók, Frederick Delius, Eugène Goossens, Charles Villiers Stanford, Thomas Dunhill,, Granville Bantock és Csapó Gyula műveit.
Fenyő Gusztáv 1980 és 1992 között a Royal Scottish Academy of Music and Drama zongoratanára volt. Tanított és játszott vezető intézetekben és nyári kurzusokon az Egyesült Királyságban, Magyarországon, Szlovákiában, Ausztráliában, Mexikóban és az Egyesült Államokban, ahol olyan kiváló tanárokkal működött együtt, mint Vesselin Paraschkevov és Felix Andrievsky. 1995-ben megalapította a Scottish Borders’ nyári kamarazenei fesztivált, amelyet 1998 óta a Paxton House-ban a National Galleries of Scottland partner galériájában rendeztek; 2008-ban új rendezvényt – Haddo House – irányít Északkelet-Skóciában.

## Sajtóvisszhang
- „ … világklasszis zongorista … intelligenciájával megérti bármely eljátszott darabjának jelentését és irányát.” – Sunday Telegraph, Sydney.
- „Fenyő játéka … nyugodtan, de biztosan tárul elénk, mintha magát Bartókot hallanánk – lekerekített, spontán, biztos és nem tolakodó.” – Gramophone
- „Fenyő úr valóban olyan zenei karizmával rendelkezik, amely feléleszti a hallgató koncentrációs erejét, s megajándékozza a zenei sorsszerűség elégedettségének érzésével.” The Herald, Glasgow.
- „Már majdnem minden zeneművet eljátszottam, amit szerettem volna.” NOOL, Nógrád megyei hírportál.
- „On the Shostakovich, although his manner does not change, he finds marvellous dynamic shading and expressiveness.” The Herald, Glasgow.